# Victor Gollancz Ltd
Pour les articles homonymes, voir Gollancz.
Victor Gollancz Ltd est une maison d'édition britannique fondée en 1927.

## Histoire
Victor Gollancz fonde sa maison d'édition en 1927. Elle se distingue rapidement par ses jaquettes, frappantes avec leur lettrage magenta ou noir sur fond jaune. Gollancz meurt en 1967, un an après avoir passé les rênes de la compagnie à sa fille Livia. Elle vend Victor Gollancz Ltd à Houghton Mifflin en 1989. La maison d'édition est rachetée par Cassell & Co. en 1992, puis par Orion Publishing Group en 1998. Au sein du groupe Orion, Victor Gollancz édite principalement des romans de science-fiction et de fantasy.

## Auteurs
- George Orwell (Dans la dèche à Paris et à Londres, 1933)
- A. J. Cronin (La Citadelle, 1937)
- Daphne du Maurier (Rebecca, 1938)
- Kingsley Amis (Lucky Jim, 1954)
- Colin Wilson (L'Homme du dehors, 1956)